# NGC 6091
NGC 6091 је спирална галаксија у сазвежђу Мали медвед која се налази на NGC листи објеката дубоког неба.
Деклинација објекта је + 69° 54' 19" а ректасцензија 16h 7m 52,9s. Привидна величина (магнитуда) објекта NGC 6091 износи 14,2 а фотографска магнитуда 15,0. NGC 6091 је још познат и под ознакама MCG 12-15-54, CGCG 338-47, NPM1G +70.0159, PGC 57242.